# Waldemar Carlgren
Anton Waldemar Carlgren, född 10 april 1869 i Stora Kopparbergs församling, död 6 april 1950 i Solna församling, var en svensk bergsingenjör verksam vid LKAB. 
Efter examen vid Kungliga Tekniska högskolan i Stockholm 1892 och studieresor i Tyskland och Österrike-Ungern 1895 var Carlgren gruvförvaltare vid Ryllshytte zink- och blygruva 1896–1903. År 1903 blev han förste gruvingenjör vid LKAB då brytningarna startade. Han blev 1904 även gruvingenjör för Tuolluvaara Gruv AB. Under disponent Hjalmar Lundbohm kom han att utforma gruvdriften i Kiruna fram till 1907 då staten gick in som huvudägare i LKAB. 
Carlgren var son till Georg Carlgren och bror till Oscar Carlgren. Waldemar Carlgren är gravsatt på Solna kyrkogård.